# 長瀬敏郎
長瀬 敏郎（ながせ としろう、1965年9月16日 - ）は、日本の地球科学者。専門は鉱物学・結晶学。東北大学准教授。学位は、博士（理学）（東北大学）。
東海高等学校から、1988年東北大学理学部地学専攻、1990年東北大学大学院理学研究科博士前期課程修了。1998年東北大学から博士（理学）の学位を取得。
1990年日本板硝子株式会社研究員を経て、1991年東北大学理学部助手。現在、同総合学術博物館・学術資源研究公開センター准教授。
透過型電子顕微鏡による鉱物組織、結晶成長の解析を得意とし、新鉱物・田野畑石、島崎石、千葉石、房総石の発見にも携わる。
2013年、田野畑石発見の業績により、日本鉱物科学会櫻井賞を受賞。